# Geschützter Landschaftsbestandteil Wäldchen Remberg

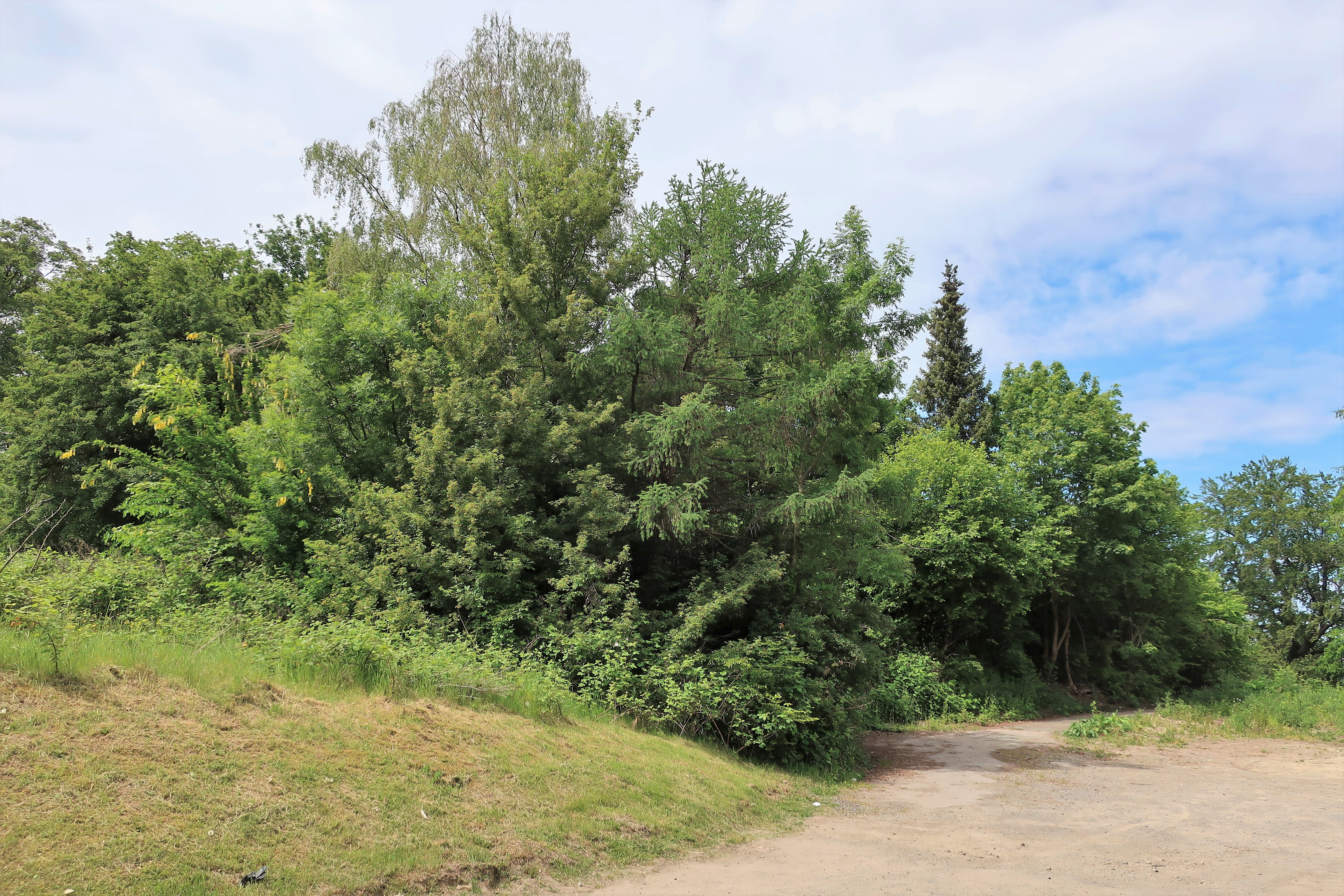
Geschützter Landschaftsbestandteil Wäldchen Remberg

Der Geschützte Landschaftsbestandteil Wäldchen Remberg mit einer Flächengröße von 0,21 ha liegt auf dem Gebiet der kreisfreien Stadt Hagen in Nordrhein-Westfalen. Der LB wurde 1994 mit dem Landschaftsplan der Stadt Hagen vom Stadtrat von Hagen ausgewiesen.

## Beschreibung
Beschreibung im Landschaftsplan: „Es handelt sich um einen wertvollen Laubholzbestand nördlich der Stadtgärtnerei mit artenreicher Kraut- und Strauchvegetation auf bewegtem Gelände in Verbindung mit einem nördlich angrenzenden Wiesenstück, auf dessen Nordgrenze sich eine Baumreihe bestehend aus 6 z.T. alten Buchen und Eichen befindet.“ Der LB liegt zwischen Liebigstraße und Remberg-Friedhof.

## Schutzzweck
Laut Landschaftsplan erfolgte die Ausweisung „zur Sicherung der Leistungsfähigkeit des Naturhaushalts durch Erhalt eines wertvollen, artenreichen Altholzbestandes als Lebensraum, insbesondere für Kleinsäuger, höhlenbrütende Vogelarten und totholzbewohnende Insekten sowie der charakteristischen Bodenflora bodenständiger Laubmischwälder im Siedlungsraum“.